# Yochai Benkler
Yochai Benkler (1964) és un escriptor estatunidenc d'origen israelià, professor d'Entrepreneurial Legal Studies a la Harvard Law School. És també codirector del Berkman Center for Internet & Society de la Universitat Harvard. És autor del llibre La riqueza de las redes, referència mundial en els estudis d'Internet i societat. La seva obra analitza les maneres en què les tecnologies de la informació possibiliten formes extensives de col·laboració que poden tenir conseqüències transformatives per a l'economia i la societat.

## Premis
- 2006 – Donald McGannon Award for Social and Ethical Relevance in Communications Policy Research[2]
- 2006 – Public Knowledge Arxivat 2021-06-25 a Wayback Machine. IP3 Award[3]
- March 2007 – EFF Pioneer Award[4]
- 2008 – The American Sociological Association Section on Communication and Information Technologies (CITASA) Book Award[5]
- 2009 – Don K. Price Award[6]
- May 2011 – Ford Foundation Visionaries Award[7]
- Samer Hassan